# Brachydesmus margaritatus
Brachydesmus margaritatus är en mångfotingart som beskrevs av Henri W. Brölemann 1894. Brachydesmus margaritatus ingår i släktet Brachydesmus och familjen plattdubbelfotingar. Inga underarter finns listade i Catalogue of Life.